# 카를 치글러
카를 발데마르 치글러(독일어: Karl Waldemar Ziegler, 1898년 11월 26일 ~ 1973년 8월 12일)는 독일의 화학자이다. 1963년 고분자화학과 기술 분야에 대한 연구로 줄리오 나타와 함께 노벨 화학상을 수상했다.

## 수상 경력
- 1935년 : 리비히 메달
- 1940년 : 전쟁 공로 훈장 2nd Class
- 1961년 : 베르너 폰 지멘스 링
- 1963년 : 노벨 화학상

## 같이 보기
- 노벨 화학상 수상자 목록